# Decídete
Decídete es el tercer álbum de estudio del cantante mexicano Luis Miguel, lanzado al mercado por EMI Capitol México el 22 de noviembre de 1983. Este álbum contó con la producción de su padre Luisito Rey y Honorio Herrero, a cargo de la producción ejecutiva y autor del controversial primer sencillo que da título a la placa.

## Producción y lanzamiento
La grabación de esta placa se hizo en los Estudios Kirios, en Madrid, España, entre julio y septiembre de 1983. Un estudio por donde ya habían pasado artistas como Mocedades, Lolita, Luis Eduardo Aute, Camilo Sesto, Miguel Bosse, Julio Iglesias, y Joan Manuel Serrat, entre otros.
La producción original del disco contó con 10 canciones, algunas de autoría de Honorio Herrero, y que también contaba con canciones del letrista español Luis Gómez-Escolar, entre otros. En tanto el arte de tapa contó con la fotografía del conocido artista español Pablo Pérez-Minguez,
El 3 de octubre de 1983 fue lanzado Decídete como primer sencillo promocional de este disco, que lleva el mismo título. Este sencillo es publicado en España, USA, Portugal, Brasil y varios países latinoamericanos. A pesar del temprano éxito comercial tanto en España como América, la versión original de la canción, que relataba un encuentro sexual entre dos adolescentes, fue motivo de una escandalosa reacción por la audiencia adulta.  Se consideraba que la letra chocaba con la edad del cantante y era inapropiada para ser interpretada un niño de 13 años. Debido a esto, el compositor del tema tuvo que realizar cambios en la letra para que se tratara de un amor inocente entre adolescentes. El tema es además notable debido a que marca la transición vocal de la infancia a la adolescencia de Luis Miguel.
En octubre de ese mismo año grabó las versiones portuguesas de la placa que se publicó en Brasil y Portugal con el título Decide amor. Incluye casi todas las canciones solo que traducidas al portugués (las únicas que no se incluyeron fueron: Safari y Bandido cupido), más dos temas grabados previamente por Luis Miguel para Brasil desprendidos de su primer álbum. Este fue el primer álbum que Luis Miguel lanza en Brasil, ya que los temas de su primer álbum Un sol grabados en portugués, fueron lanzados en formato de maxi-single en 1982. 

## Lista de canciones
| Decídete |                                  |                                                                 |          |  |
| N.º      | Título                           | Escritor(es)                                                    | Duración |  |
| 1.       | «Decídete»                       | Honorio Herrero                                                 | 2:59     |  |
| 2.       | «Lupe»                           | Honorio Herrero                                                 | 3:06     |  |
| 3.       | «No me puedes dejar así»         | Luis Gómez-Escolar · Honorio Herrero                            | 3:21     |  |
| 4.       | «Safari»                         | Luis Gómez-Escolar · Julio Seijas                               | 3:21     |  |
| 5.       | «Bandido cupido»                 | Honorio Herrero                                                 | 2:15     |  |
| 6.       | «Campeón»                        | Luis Gómez-Escolar · Honorio Herrero                            | 3:31     |  |
| 7.       | «El brujo (Yummy, Yummy, Yummy)» | Joey Levine · Arthur Resnick Adapt: al español: Honorio Herrero | 3:31     |  |
| 8.       | «En Japón»                       | Honorio Herrero                                                 | 3:01     |  |
| 9.       | «Soy como soy»                   | José Ramón Flórez                                               | 3:04     |  |
| 10.      | «Mini amor»                      | Luis Gómez-Escolar · Julio Seijas                               | 3:25     |  |

| Decídete (Edición brasilera) |                                                  |                                                                 |          |  |
| N.º                          | Título                                           | Escritor(es)                                                    | Duración |  |
| 1.                           | «Decide Amor»                                    | Honorio Herrero                                                 | 2:59     |  |
| 2.                           | «Lupe»                                           | Honorio Herrero                                                 | 3:06     |  |
| 3.                           | «Mini amor»                                      | Luis Gómez-Escolar · Honorio Herrero                            | 3:21     |  |
| 4.                           | «Sou Como Sou»                                   | José Ramón Flórez                                               | 3:04     |  |
| 5.                           | «Campeão»                                        | Luis Gómez-Escolar · Honorio Herrero                            | 3:31     |  |
| 6.                           | «O Bruxo»                                        | Joey Levine · Arthur Resnick Adapt: al español: Honorio Herrero | 3:31     |  |
| 7.                           | «No Japão»                                       | Honorio Herrero                                                 | 3:01     |  |
| 8.                           | «Eu Não Posso Ficar Assim»                       | Luis Gómez-Escolar, Julio Seijas                                | 3:25     |  |
| 9.                           | «1 + 1 = Dois Apaixonados (1+1= Dos enamorados)» | Rubén Amado · Javier Santos                                     | 2:55     |  |
| 10.                          | «Mentira (Mentira)»                              | Juan Gabriel                                                    | 2:55     |  |

## Censura
La versión original de decídete escandalizó al país debido a su letra con contenido sexual explícito, lo cual fue cuestionado debido a la edad del intérprete; en aquel entonces, Luis Miguel tenía tan sólo 13 años. Debido a esto, la letra se cambió por un texto más suavizado y sutil acerca de un inocente romance adolescente. Aquí hay una pequeña comparación de ambas versiones, mostrando cómo se bajó el tono de los versos con un alto tono sexual.
 
Letra original

Y en mi cuarto había apenas luz en un rincón
Te quité el vestido, te besé en la boca
Pero no quisiste darme todo una vez más
[...]
Luego solo en casa, mirando tu foto
Sueño con tu cuerpo y en silencio siento amor
[...]
Decídete, conozcamos el amor los dos
Y volemos hacia mundos de fuego
Ya se acabó el juego.
Letra modificada 
Y en mi cuarto había apenas luz en un rincón
Te besé en la cara, te besé en los labios
Tú sentiste miedo y me miraste sin hablar
[...]
Luego solo en casa, mirando tu foto
Sueño con tus ojos y en silencio siento amor
[...]
Decídete, simplemente, amor, decídete
Y volemos hacia mundos lejanos
Los dos de la mano.